# 立花宏
立花 宏（たちばな ひろし、1943年12月11日 - ）は、日本経済団体連合会の役員、人事院人事官。

## 経歴
戦中の生まれ。東京都出身。東京大学経済学部卒業後、1967年に経済団体連合会事務局に入局し、経済産業政策の立案に係わる。同団体が日本経済団体連合会となってからは専務理事を務め、2004年には同団体を代表して日本記者クラブで「外国人受け入れ問題に関する提言」を発表。
2008年7月、福田康夫内閣において内閣官房参与、国家公務員制度改革推進本部の事務局長に就任し、公務員制度改革に取り組んだ。情報通信総合研究所特別研究員を務めた後の2014年4月には第2次安倍内閣において人事院人事官に就任し、以来国家公務員の人事行政に携わっている。2018年3月16日に衆議院、参議院ともに任命に同意し、再任がされた。2022年退任、同年旭日重光章受章。